# Tú también lo harías
Tú también lo harías es una serie de televisión por internet española de thriller creada y escrita por David Victori y Jordi Vallejo y dirigida por Victori para Disney+. Está protagonizada por Ana Polvorosa, Pablo Molinero, Michelle Jenner, Paco Tous, Ana Wagener, Elena Irureta, José Manuel Poga y Pilar Bergés. En España se estrenó en Disney+, el 26 de abril de 2023.

## Trama
Un atraco a mano armada tiene lugar en la línea de autobús que conecta el aeropuerto de Barcelona con Manresa, resultando en las muertes de los tres atracadores, la huida de un fugitivo y la incapacidad de seis testigos de identificarlo. Los agentes Rebeca Quirós (Ana Polvorosa) y Fran Garza (Pablo Molinero), encargados de investigar el caso, sospechan que los testigos están protegiendo al fugitivo, y la cosa se complica aún más cuando el caso se hace público y la opinión pública se posiciona a favor del fugitivo.

## Reparto
- Pablo Molinero como Fran Garza
- Ana Polvorosa como Rebeca Quirós
- Michelle Jenner como Elisa Peña López
- José Manuel Poga como Dante Bazán
- Paco Tous como Manuel Navas Falcón
- Elena Irureta como Marga Sarabia
- Pilar Bergés como Miren Luján
- Xavi Sáez como Jandro Pineda
- Viti Suárez como Balter Bayona
- Mirela Balic como Leyre Palacios
- Javier Mula como Juan Rubio
- Mabel del Pozo como Natalia Portero
- Jorge Valder como Efrén Gijón
- Ana Wagener como Victoria Jordán
- Chechu Salgado como Coco

## Episodios
| N.º en serie | N.º en temp. | Título                       | Dirigido por                    | Escrito por                   | Fecha de lanzamiento original |
| ------------ | ------------ | ---------------------------- | ------------------------------- | ----------------------------- | ----------------------------- |
| 1            | 1            | «Tres muertos en un autobús» | David Victori                   | Jordi Vallejo y David Victori | 26 de abril de 2023           |
| 2            | 2            | «Pacto de silencio»          | David Victori                   | Jordi Vallejo y David Victori | 26 de abril de 2023           |
| 3            | 3            | «El Justiciero»              | David Victori                   | Jordi Vallejo y David Victori | 26 de abril de 2023           |
| 4            | 4            | «Cara a cara»                | David Victori y Víctor Cuadrado | Jordi Vallejo y David Victori | 26 de abril de 2023           |
| 5            | 5            | «Teatro»                     | David Victori                   | Jordi Vallejo y David Victori | 26 de abril de 2023           |
| 6            | 6            | «Una decisión difícil»       | David Victori y Víctor Cuadrado | Jordi Vallejo y David Victori | 26 de abril de 2023           |
| 7            | 7            | «Libres de nuevo»            | David Victori                   | Jordi Vallejo y David Victori | 26 de abril de 2023           |
| 8            | 8            | «La verdad»                  | David Victori                   | Jordi Vallejo y David Victori | 26 de abril de 2023           |

## Producción
El 24 de marzo de 2022, se desveló que la productora madrileña Espotlight Media y la productora estadounidense Legendary Television habían arrancado diez días antes en Barcelona el rodaje de una nueva serie, Tú también lo harías, que fue creada y escrita por David Victori y Jordi Vallejo y estaría dirigida por Victori. Ana Polvorosa, Pablo Molinero, Michelle Jenner, Paco Tous, José Manuel Poga, Elena Irureta y Ana Wagener fueron confirmados como parte del elenco protagonista.

## Márketing
El 22 de marzo de 2023, Disney+ lanzó el tráiler de la serie y desveló que se estrenaría en su plataforma, el 26 de abril de 2023.

## Estreno
La serie estrenó en Disney+, únicamente para España el 26 de abril de 2023. En septiembre de 2024, se reveló que Apple TV+ había adquirido los derechos distribución mundiales de la serie y sería renombrada como un original de Apple TV+, estrenándose el 30 de octubre de 2024 con dos capítulos, y los restantes semanalmente.